# Kraftwerk Saint-Ghislain
Das Kraftwerk Saint-Ghislain ist ein GuD-Kraftwerk in der Gemeinde Saint-Ghislain, Provinz Hennegau, Belgien, das am Kanal Nimy-Blaton-Péronnes liegt. Die installierte Leistung des Kraftwerks beträgt 350 (bzw. 360) MW. Es ist im Besitz von Electrabel und wird auch von Electrabel betrieben.

## Kraftwerksblöcke
Das Kraftwerk besteht derzeit (Stand März 2021) aus einem Block. Die folgende Tabelle gibt einen Überblick:
| Block | Einheit | Max. Leistung (MW) | Betriebsbeginn | Turbine | Generator | Dampfkessel | Status |
| ----- | ------- | ------------------ | -------------- | ------- | --------- | ----------- | ------ |
| 1     | 1       | 225 (bzw. 230)     | 2000           | GE      | GE        | CMI         |        |
|       | 2       | 125 (bzw. 130)     | 2000           | Alstom  |           |             |        |

Der Block 1 besteht aus einer Gasturbine sowie einer nachgeschalteten Dampfturbine. An die Gasturbine ist ein Abhitzedampferzeuger angeschlossen, der dann die Dampfturbine versorgt.